# St. Michael (Buchendorf)

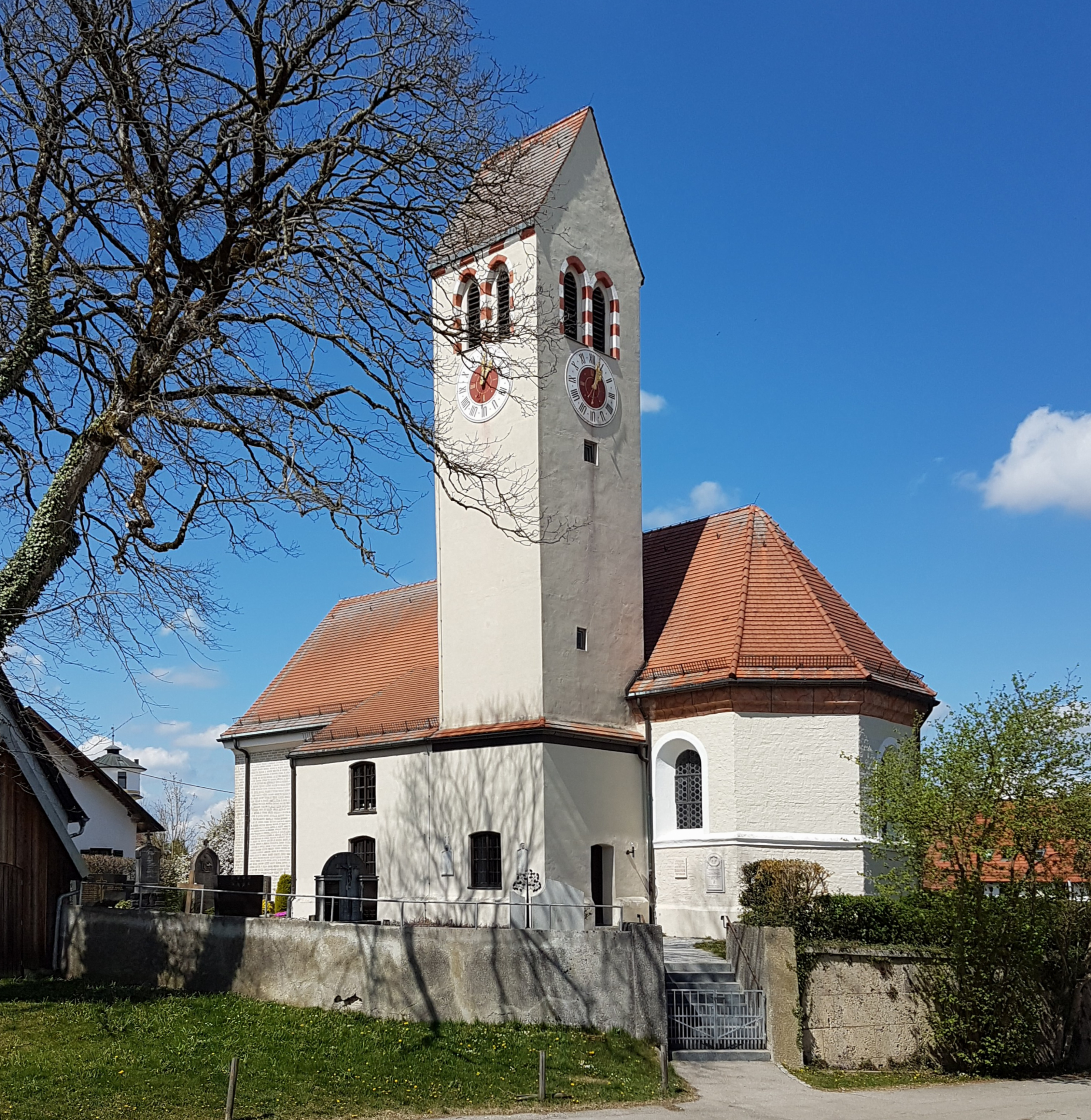
Kirche St. Michael in Buchendorf

Innenansicht

Die katholische Filialkirche St. Michael in Buchendorf, einem Gemeindeteil von Gauting im oberbayerischen Landkreis Starnberg, wurde im Kern um 1100 errichtet. Die Kirche mit der Adresse An der Mariensäule 1 ist ein geschütztes Baudenkmal.

## Geschichte
Der älteste Teil der Kirche ist die Westwand aus Feldstein, die um 800 datiert wird. Die romanische Saalkirche aus Tuffstein wurde um 1100 an der Stelle eines Vorgängerbaus errichtet und um 1485 erfolgte der Anbau des gotischen Chores und des Turms.
Im Inneren wurde die Kirche später barockisiert und im 19. Jahrhundert in den gotischen Zustand zurückgeführt.

## Architektur

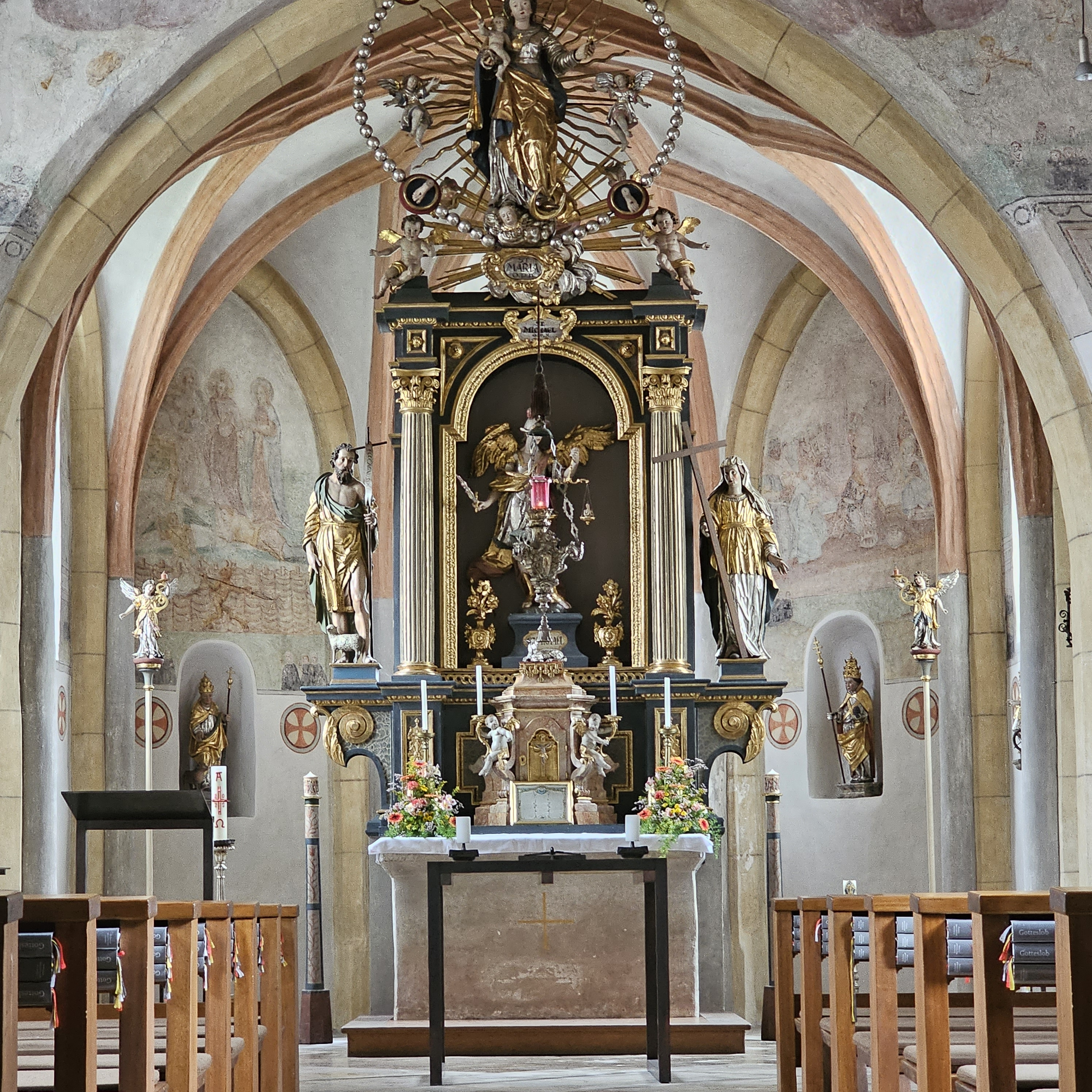
Blick in den Chor

Das flachgedeckte Langhaus mit anschließendem eingezogenem Chor wird von einem Kreuzrippengewölbe gedeckt. Die Sakristei befindet sich im Untergeschoss des Turmes.

## Ausstattung
Die Wandmalereien von 1595 wurden 1964 wieder freigelegt. Sie stellen die Passion Christi, den heiligen Georg, das Jüngste Gericht, die Verklärung und die Anbetung Christi dar. Der barocke Hochaltar mit einer Rokokofigur des Erzengels Michael wurde von Johann Baptist Straub geschaffen. Daneben stehen die Figuren Johannes des Täufers und der heiligen Helena. Die Kanzel aus dem 17. Jahrhundert ist ein Werk von Hans Probst. In einer Nische der Nordwand steht die Figur der Anna selbdritt vom Anfang des 16. Jahrhunderts.